# Agon Elezi
Agon Elezi (Skopie, 1 de marzo de 2001) es un futbolista macedonio que juega en la demarcación de centrocampista para el FK Sarajevo de la Liga Premier de Bosnia y Herzegovina.

## Selección nacional
Tras jugar en distintas categorías inferiores de la selección, finalmente hizo su debut con la selección de fútbol de Macedonia del Norte en un encuentro de la Liga de Naciones de la UEFA 2022-23 contra Georgia que finalizó con un resultado de 2-0 a favor del combinado georgiano tras el gol de Khvicha Kvaratskhelia y un autogo de Bojan Miovski.

## Clubes
| Club                | País                 | Año       | Partidos | Goles |
| ------------------- | -------------------- | --------- | -------- | ----- |
| FK Shkupi           | Macedonia del Norte  | 2017      | 2        | 0     |
| KF Vëllazërimi 77   | Macedonia del Norte  | 2018-2019 |          |       |
| KF Skënderbeu Korçë | Albania              | 2019-2020 | 26       | 0     |
| NK Varaždin         | Croacia              | 2020-2024 | 68       | 8     |
| VfL Bochum          | Alemania             | 2024-2025 | 1        | 0     |
| HNK Gorica (cedido) | Croacia              | 2025      | 17       | 2     |
| FK Sarajevo         | Bosnia y Herzegovina | 2025-     |          |       |